# Патара-Беками
Патара-Беками (груз. პატარა ბეკამი) — село в Грузии. Находится в Хашурском муниципалитете края Шида-Картли. Высота над уровнем моря составляет 860 метров. Население — 327 человек (2014).